# Ésperanza Idole
Ésperanza Idole född 21 oktober 2014, är en fransk varmblodig travhäst som tränas av Noël Langlois och rids av Jéan Yann Ricart.
Hon började tävla i september 2016 och inledde med en andraplats och tog sin första seger i tredje starten. Hon har hittills sprungit in 853 230 euro på 88 starter, varav 16 segrar och 19 andraplatser samt 8 tredjeplatser. Den hittills största segern är tagen i Prix de Cornulier (2024).
Hon har även segrat i Prix Yvonnick Bodin (2023) och hon har även kommit på andraplats i Prix Cornelia (2022) och kommit på tredjeplats i Prix Gordonia (2023).

## Statistik
| Statistik för Ésperanza Idole (Ref.) | Statistik för Ésperanza Idole (Ref.) | Statistik för Ésperanza Idole (Ref.) | Statistik för Ésperanza Idole (Ref.) | Statistik för Ésperanza Idole (Ref.) | Statistik för Ésperanza Idole (Ref.) |
| ------------------------------------ | ------------------------------------ | ------------------------------------ | ------------------------------------ | ------------------------------------ | ------------------------------------ |
| Starter                              | Placeringar                          | Startprissumma                       | Segerprocent                         | Platsprocent                         | Rekord                               |
| 88                                   | 16-19-8                              | 853 230 euro                         | 18 %                                 | 49 %                                 | 1.12,0ak,                            |

### Större segrar
| År   | Lopp                | Kusk             | Vinstbelopp | Grupp   |
| ---- | ------------------- | ---------------- | ----------- | ------- |
| 2023 | Prix Yvonnick Bodin | Marius Durville  | 40 500 EUR  | Grupp 3 |
| 2024 | Prix de Cornulier   | Jéan Yann Ricart | 315 000 EUR | Grupp 1 |